# Gran Premi de Morbihan femení
El Gran Premi de Morbihan femení (en francès: Grand Prix de Plumelec-Morbihan Femmes) és una competició ciclista femenina que es disputa anualment pels voltants de Plumelec, al departament d'Ar Mor-Bihan, a França. Anteriorment Gran Premi de Plumelec-Morhiban Dames fins a l'any 2019. Creada el 2011, es corre el mes de maig, igual que la seva homònima masculina, de la que es proclamà vencedora la canadenca Julie Beveridge.
Fins a l'any 2014 fou de categoria 1.2 UCI i posteriorment és qualificada com a prova 1.1.
Des del 2015 es creà una altra prova anomenada La Classique Morbihan.

## Palmarès
| Any  | Vencedora             | Segona                             | Tercera                  |         |
| ---- | --------------------- | ---------------------------------- | ------------------------ | ------- |
| 2011 | Julie Beveridge       | Siobhan Dervan                     | Karol-Ann Canuel         |         |
| 2012 | Audrey Cordon         | Aude Biannic                       | Marion Rousse            |         |
| 2013 | Emmanuelle Merlot     | Karol-Ann Canuel                   | Mélodie Lesueur          |         |
| 2014 | Audrey Cordon         | Elisa Longo Borghini               | Charlotte Bravard        |         |
| 2015 | Sheyla Gutiérrez Ruiz | Sandrine Bideau                    | Mayuko Hagiwara          |         |
| 2016 | Rachel Neylan         | Christine Majerus                  | Élise Delzenne           |         |
| 2017 | Ashleigh Moolman      | Alena Amialiússik                  | Shara Gillow             |         |
| 2018 | Ashleigh Moolman      | Małgorzata Jasińska                | Ane Santesteban González |         |
| 2019 | Cecilie Uttrup Ludwig | Margarita Victoria García Cañellas | Sheyla Gutiérrez Ruiz    |         |
| 2020 | suspesa               | suspesa                            | suspesa                  | suspesa |
| 2021 | Chiara Consonni       | Charlotte Kool                     | Silvia Zanardi           |         |
| 2022 | Ally Wollaston        | Vittoria Guazzini                  | Grace Brown              |         |
| 2023 | Grace Brown           | Cédrine Kerbaol                    | Dominika Włodarczyk      |         |
| 2024 | Silvia Persico        | Victoire Berteau                   | Marta Lach               |         |
| 2025 | Eleonora Gasparrini   | Elise Chabbey                      | Ségolène Thomas          |         |